# Воинский учёт в США
Воинский учёт в Соединённых Штатах Америки осуществляется посредством так называемой системы воинской повинности для отдельных граждан (Selective Service System). Вооружённые силы США комплектуются полностью на контрактной основе с 1973 года, когда был упразднён призыв, однако на случай его возобновления Министерство обороны ведёт постоянный воинский учёт мужчин в возрасте от 18 до 25 лет — как граждан США, так и обладателей вида на жительство. В настоящее время на учёте состоят около 14 млн человек.
Постановка на воинский учёт является обязательной. Граждане, не состоящие на воинском учёте, могут быть подвергнуты штрафу в размере 250 тысяч долларов, либо отказу в ряде льгот, невозможности поступления на государственную службу и т. д. Иммигрантам, своевременно не вставшим на воинский учёт, будет отказано в предоставлении гражданства в случае подачи заявления на его получение.

## Мобилизация
В случае принятия решения о мобилизационном развёртывании вооружённых сил, призыв состоящих на учёте мужчин осуществляется в 6 этапов:
1. Конгресс вносит ряд соответствующих поправок в Закон о воинской повинности, президент утверждает их.
2. Порядок призыва конкретных лиц определяется лотереей. Первыми «разыгрывают» тех мужчин, которым либо исполнилось, либо исполнится 20 лет в текущем календарном году. Далее следуют лица в возрасте 21 года, 22 лет, 23, 24, 25, 19 и 18 лет.
3. Начинают работу региональные и местные мобилизационные органы, на действительную службу призываются офицеры запаса.
4. Осуществляется аттестация лиц, подлежащих призыву, на медицинских и других экспертных комиссиях. После заключения комиссии призывнику даётся 10-дневный срок на её обжалование.
5. Лицам, подлежащим призыву, рассылаются уведомления о необходимости прибыть на местный сборный пункт не позднее чем через 10 суток.
6. Зачисление призывников на действительную службу. Согласно существующему мобилизационному плану, мобилизационные органы должны предоставить первых новобранцев в войска в течение 193 дней после объявления призыва[1].

## Категории годности
Воинский учёт осуществляется по категориям годности к военной службе. Под 1-ю категорию попадают лица, годные к военной службе в качестве комбатантов и некомбатантов (буквенный индекс «А», «А-О»), пользующиеся отсрочкой от призыва по учёбе («SH», «SC»), годные к альтернативной гражданской службе и ряд других. К 2-й категории — не подлежащие призыву первой очереди ввиду их профессиональной деятельности (занятость в военной промышленности, на государственной службе или в сельском хозяйстве). Третья категория включает лиц, не подлежащих призыву первой очереди, как кормильцев семьи. К четвёртой категории относятся отслужившие в вооружённых силах США или других государств и лица с двойным гражданством.
Учёт граждан не прекращается и по достижении ими предельного возраста. Лица старше 25 лет зачисляются в пятую категорию.